# Paul Johnson (historien)
Pour les articles homonymes, voir Paul Johnson et Johnson.
Paul Johnson est un journaliste, écrivain et historien britannique né le 2 novembre 1928 à Manchester et mort le 12 janvier 2023 à Londres. 

## Publications
Parmi ses nombreuses œuvres, certaines ont été traduites en français :
- Les temps modernes, 1983
- Une histoire des Juifs couronné livre de l'année par le magazine Time en 1987
- Le grand mensonge des intellectuels : vices cachés, vertus publiques, 1988

On lui doit également (langue anglaise) :
- Le Londres de Julian Barrow, Fine Art Society, 1999